# 变形四面体构型
在化学上，变形四面体构型是一种分子构型，其中有四个键连接到具有具有C2v分子对称性的中心原子上。
当中心原子与四个其他原子和一对孤对电子键合时（价层电子对互斥理论中的AX4E1）。与其他 5 个原子键合的原子（并且没有孤对原子）形成具有两个轴向和三个赤道位置的三角双锥体，但在变形四面体构型中，一个原子被孤对电子取代。 因为孤对电子在赤道向上时只被两个轴向的原子排斥， 而在轴向上则会同时被赤道向上的三个原子排斥，故该电子始终处于赤道上的位置。 

## 结构
具有变形四面体构型的化合物具有两种类型的配体：轴向与赤道向。轴向对位于共同的键轴上，因此键角为 180°。赤道配体对位于与轴向对的轴线正交的平面中。通常，与轴向配体的键距比与赤道配体的键距长。轴向配体与赤道配体的理想夹角为90°；而两个赤道配体本身之间的理想角度是120°。
具有变形四面体构型的分子，就如具有三角双锥构型的分子一般，易受到贝里假旋转的影响(其中轴向配体移动到赤道位置，反之亦然)。 这种位置交换导致两种配体在赤道向和轴向停留的时间几乎相同。 因此，SF4的 19F NMR 光谱（与 PF5 类似）在室温附近由单共振组成。运动中的四个原子充当了围绕中心原子的杠杆。例如，四氟化硫的四个氟原子围绕硫原子旋转。

## 例子
四氟化硫是具有变形四面体构型的分子中最知名的一个。 以下的化合物或者离子也具有变形四面体构型: 
- SeF4
- IF2O2-
- IOF3-
- ClF4+
- TeF4
- XeO2F2
- SF4
- AsF4-

## 外部連結
- 五角双锥形分子构型
- 分子构型
- 四氟化硒
- 二氟二氧化氙
- 贝里假旋转